# Euklidischer Ring
In der Mathematik ist ein euklidischer Ring ein Ring, in dem eine verallgemeinerte Division mit Rest vorhanden ist, wie man sie von den ganzen Zahlen kennt. Dabei wird „Rest“ durch eine geeignete Bewertungsfunktion definiert.

## Definitionen
Es gibt in der Literatur und in der akademischen und wissenschaftlichen Praxis eine ganze Reihe verschiedener, aber ähnlicher Definitionen eines euklidischen Ringes. Oft sind darin bereits speziellere Eigenschaften enthalten, was z. B. Erleichterungen in der Formulierung der im Weiteren aufgespannten Theorie bringen kann. All diesen Definitionsvarianten ist jedoch gemeinsam, dass in einem euklidischen Ring eine Division mit Rest und damit ein euklidischer Algorithmus zur Bestimmung des größten gemeinsamen Teilers (ggT) zweier Ringelemente möglich ist. Von dieser Eigenschaft ist der Name abgeleitet.

### Variante 1
Ein Integritätsring {\displaystyle R} (auch als Integritätsbereich bezeichnet, also ein kommutativer, nullteilerfreier Ring mit 1) heißt euklidischer Ring, falls eine Bewertungsfunktion {\displaystyle g\colon R\setminus \{0\}\to \mathbb {N} _{0}} mit folgenden Eigenschaften existiert:
- für alle {\displaystyle x,y\in R} mit {\displaystyle y\neq 0} existieren Elemente {\displaystyle q,r\in R} mit {\displaystyle x=qy+r} (Division mit Rest), wobei entweder {\displaystyle r=0} oder {\displaystyle g(r)<g(y)} ist, und
- für {\displaystyle x,y\in R\setminus \{0\}} gilt stets {\displaystyle g(xy)\geq g(x)}.

Die Bewertungsfunktion {\displaystyle g} heißt dann auch euklidische Normfunktion (euklidischer Betrag) des Ringes.

### Variante 2
Die obenstehende Definition ist fast äquivalent zu der folgenden, ebenfalls häufig verwendeten, in der jedoch zusätzlich eine Bewertung für die Null vorgegeben wird.
Definition:

Ein Integritätsring {\displaystyle R} heißt euklidischer Ring, falls eine Bewertungsfunktion {\displaystyle g\colon R\to \mathbb {N} _{0}} existiert mit folgenden Eigenschaften:
- {\displaystyle g(0)=0,}
- für alle {\displaystyle x,y\in R} mit {\displaystyle y\neq 0} existieren Elemente {\displaystyle q,r\in R} mit {\displaystyle x=qy+r} (Division mit Rest), wobei {\displaystyle g(r)<g(y)} ist, und
- für {\displaystyle x,y\in R\setminus \{0\}} gilt stets {\displaystyle g(xy)\geq g(x)}.

### Variante 3
Eine andere Variante liefert die folgende
Definition:

Ein Integritätsring {\displaystyle R} (hier nur: ein kommutativer, nullteilerfreier Ring mit wenigstens einem von Null verschiedenen Element) heißt euklidischer Ring, falls eine Gradfunktion {\displaystyle g\colon R\setminus \{0\}\to \mathbb {N} _{0}} existiert mit folgenden Eigenschaften:
- für alle {\displaystyle x,y\in R} mit {\displaystyle y\neq 0} existieren Elemente {\displaystyle q,r\in R} mit {\displaystyle x=qy+r} (Division mit Rest), wobei entweder {\displaystyle r=0} oder {\displaystyle g(r)<g(y)} ist.

Variante 3 wirkt nur vermeintlich schwächer. Tatsächlich gilt: Existiert auf einem Integritätsring (mit 1) eine der drei oben genannten Bewertungsfunktionen, so gibt es auch Bewertungsfunktionen, die den anderen beiden Definitionen entsprechen. Daraus folgt, dass die drei Definitionen von euklidischer Ring äquivalent sind, obwohl die Definition von Bewertungsfunktion abweichen.
Eine weitere äquivalente, aber seltener verwendete Variante, in der die Bewertungsfunktion reellwertig ist:

### Variante 4
Definition:

Ein Integritätsring {\displaystyle R} heißt euklidischer Ring, falls eine Wertefunktion (bzw. Bewertungsfunktion) {\displaystyle g\colon R\setminus \{0\}\to \mathbb {R} } existiert mit folgenden Eigenschaften:
- für alle {\displaystyle x,y\in R} mit {\displaystyle y\neq 0} existieren Elemente {\displaystyle q,r\in R} mit {\displaystyle x=qy+r} (Division mit Rest), wobei entweder {\displaystyle r=0} oder {\displaystyle g(r)<g(y)} ist, und
- zu gegebenem {\displaystyle s\in \mathbb {R} } gibt es höchstens endlich viele reelle Zahlen {\displaystyle w_{i}} aus dem Wertebereich {\displaystyle W{\stackrel {\mathrm {def} }{=}}\{g(a)\mid a\in R\setminus \{0\}\}} von {\displaystyle g}, die kleiner sind als {\displaystyle s}. Formaler: {\displaystyle \exists n\in \mathbb {N} }: {\displaystyle \operatorname {card} \{w_{i}\in W\mid w_{i}<s\}=n}.

## Eigenschaften
- Für Bewertungsfunktionen der Varianten 1 und 2 gilt: Assoziierte Elemente werden identisch bewertet, insbesondere sind die Einheiten die (vom Nullelement abgesehen) minimal bewerteten Elemente des Rings.
- Es lässt sich zeigen, dass jeder euklidische Ring eine minimale Bewertungsfunktion besitzt; diese ist von der obigen Variante 2. Es existiert sogar ein Algorithmus zu ihrer iterativen Bestimmung. Das Finden einer geschlossenen Form für diese minimale Bewertungsfunktion ist jedoch im Allgemeinen sehr aufwendig.
- Jeder euklidische Ring ist ein Hauptidealbereich, denn wenn {\displaystyle a} ein minimal bewertetes Element eines Ideals {\displaystyle I} ist, so ist {\displaystyle I=(a)}, also ein Hauptideal. Insbesondere ist jeder euklidische Ring faktoriell.

## Beispiele für euklidische und nichteuklidische Ringe
- Der Ring {\displaystyle \mathbb {Z} } der ganzen Zahlen ist ein euklidischer Ring. Die natürlichste Wahl für einen euklidischen Betrag ist {\displaystyle g\colon \mathbb {Z\setminus \{0\}} \to \mathbb {N} ,} {\displaystyle x\mapsto |x|.}
Der minimale euklidische Betrag einer ganzen Zahl ist gegeben durch die Länge der Binärdarstellung ihres Absolutbetrages.
- Jeder Körper {\displaystyle K} ist ein euklidischer Ring mit Bewertungsfunktion {\displaystyle g(0)=0} und {\displaystyle g(a)=1} für {\displaystyle a\in K\setminus \{0\}}
- Der Polynomring {\displaystyle K[X]} über einem Körper {\displaystyle K} in einer Variablen {\displaystyle X} ist ein euklidischer Ring, wobei die euklidische Norm durch den Grad eines Polynoms gegeben ist; dies ist bereits die minimale euklidische Norm.
- Dagegen ist z. B. der Polynomring {\displaystyle \mathbb {Z} [X]} kein euklidischer Ring, da das Ideal {\displaystyle (X,2)} kein Hauptideal ist.
- Der Ring {\displaystyle \mathbb {Z} [\mathrm {i} ]} der gaußschen Zahlen mit der quadratischen Norm (Absolutbetrag) {\displaystyle g:\mathbb {Z} [\mathrm {i} ]\to \mathbb {N} ,} {\displaystyle (a+b\mathrm {i} )\mapsto a^{2}+b^{2}} ist ein euklidischer Ring.
- Der Ring {\displaystyle \mathbb {Z} [{\sqrt {-3}}]} ist nicht euklidisch, da {\displaystyle 2+2{\sqrt {-3}}} und 4 keinen ggT haben (zwei „maximale gemeinsame Teiler“ sind {\displaystyle 1+{\sqrt {-3}}} und 2, die aber teilerfremd sind).
- Der Ganzheitsring des quadratischen Körpers {\displaystyle \mathbb {Q} ({\sqrt {d}})} mit quadratfreiem {\displaystyle d\in \mathbb {Z} } ist genau dann euklidisch mit der quadratischen Norm, wenn {\displaystyle d} eine der folgenden 21 Zahlen ist:[4][5]−11, −7, −3, −2, −1, 2, 3, 5, 6, 7, 11, 13, 17, 19, 21, 29, 33, 37, 41, 57, 73[6]{\displaystyle d=-1} entspricht den gaußschen Zahlen, {\displaystyle d=-3} den Eisenstein-Zahlen {\displaystyle \mathbb {Z} \left[{\tfrac {-1+{\sqrt {-3}}}{2}}\right]} und {\displaystyle d=5} dem Ring {\displaystyle \mathbb {Z} \left[{\tfrac {1+{\sqrt {5}}}{2}}\right].}
Es gibt jedoch andere, z. B. {\displaystyle d=69},[7] für die der Ring mit einer anderen Norm euklidisch ist.

## Verallgemeinerung auf Ringe mit Nullteilern
Die Definitionen lassen sich auf Ringe übertragen, die nicht nullteilerfrei sind. Die obigen Aussagen über die verschiedenen Varianten von Definitionen bleiben bestehen, wobei ggf. die Ungleichung {\displaystyle g(xy)\geq g(x)} für {\displaystyle xy\neq 0} zu fordern ist. Solche Ringe haben wie im nullteilerfreien Fall die Eigenschaft, dass jedes Ideal ein Hauptideal ist. Sie sind also ein Hauptidealring im erweiterten Sinne („principal ideal ring“ oder PIR), aber eben kein Hauptidealbereich („principal ideal domain“ oder PID).

## Verallgemeinerung auf nicht-kommutative Ringe
Die Definitionen lassen sich sogar auf nicht-kommutative Ringe verallgemeinern, man spricht dann von links- bzw. rechtseuklidisch. Die Hurwitzquaternionen sind ein Beispiel für einen nicht-kommutativen Ring, der mit seiner Norm als euklidischer Norm sowohl links- als auch rechtseuklidisch ist.